# Clemens Rapp
Clemens Andreas Rapp, né le 14 juillet 1989 à Weingarten, est un nageur allemand participant aux épreuves de nage libre.

## Carrière
Lors des Championnats d'Europe, il est d'abord médaillé d'argent dans le relais 4 x 200 m nage libre en 2010, puis est titré en 2012 dans cette même épreuve. Il participe ensuite aux Jeux olympiques d'été de 2012 à Londres, où il est engagé dans le relais 4 x 200 m et prenant la quatrième place, ainsi que sur 200 m nage libre lors duquel il est éliminé en séries avec le vingt-quatrième temps.

## Palmarès

### Championnats d'Europe

#### En grand bassin
- Championnats d'Europe 2010 à Budapest ( Hongrie) : 
  -  Médaille d'argent au titre du relais  4 × 200 m nage libre
- Championnats d'Europe 2012 à Debrecen ( Hongrie) : 
  -  Médaille d'or au titre du relais 4 × 200 m libre
- Championnats d'Europe 2014 à Berlin ( Allemagne) :
  -  Médaille d'or au titre du relais 4 × 200 m nage libre